# Karl von Fritsch (Geologe)
Karl Wilhelm Georg Freiherr von Fritsch (* 11. November 1838 in Weimar; † 9. Januar 1906 in Goddula bei Merseburg) war ein deutscher Geologe und Paläontologe. Er erforschte die Kanaren und die geologischen Grundlagen des Gotthardtunnels, war Professor in Zürich und Halle und zuletzt Akademiepräsident der Leopoldina.

## Herkunft

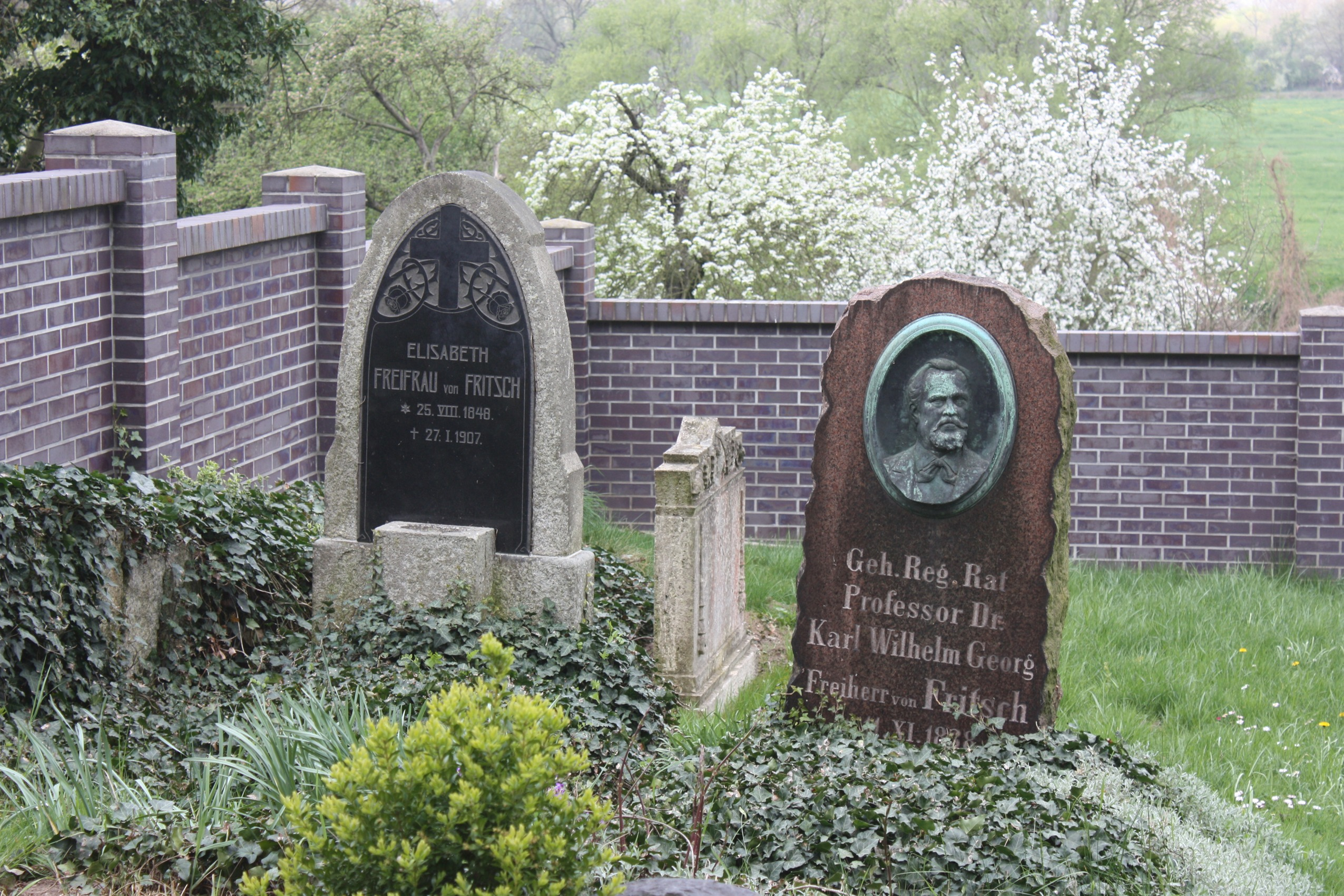
Das Grab auf dem Vestaer Friedhof

Karl von Fritsch war der Enkel des Politikers und Freiherrn Karl Wilhelm von Fritsch, der in Groß-Goddula ein Gut besaß. Seine Eltern waren der Oberforstmeister Georg August von Fritsch (1807–1866) und dessen Ehefrau Nanci von Rosenbach (1807–1838), eine Tochter des Erbherren auf Mohrenhof (Estland) Carl Magnus von Rosenbach und der Helene Elisebth von Baranoff.

## Leben
Nachdem Karl in seiner Geburtsstadt Weimar die Schulzeit absolviert hatte, immatrikulierte er sich an der Forstakademie in Eisenach. Später wechselte er zum Studium der Geologie an die Universität Göttingen und schloss 1862 mit der Promotion ab. Anschließend unternahm Fritsch eine ausgedehnte Studienreise nach Madeira und auf die kanarischen Inseln. Die Ergebnisse dieser Reise veröffentlichte er in mehreren Schriften, u. a. als Geologische Beschreibung der Insel Tenerife.
Noch im selben Jahr nahm Fritsch eine Stelle an der Universität Zürich an und konnte sich 1863 dort habilitieren.
Als Dozent für Geologie wirkte er bis 1867 neben der Universität auch am Polytechnikum, der späteren ETH Zürich. Während dieser Zeit schuf er eine exakte geologische Karte des Gotthardmassivs (1873) und schuf mit seinem Werk Das Gotthardgebiet die Grundlagen für die später erfolgte Durchbohrung.
Weitere geowissenschaftliche Studienreisen führten ihn 1866 zum Vulkanausbruch auf Santorin, 1872 nach Marokko und zum Hohen Atlas.
1867 wechselte Freiherr von Fritsch als Dozent für Geologie und Mineralogie nach Frankfurt am Main zur Senckenbergischen Naturforschenden Gesellschaft. 1873 nahm er einen Ruf als a.o. Professor der Geologie an die Universität Halle an, wo er 30 Jahre wirken und zu einem profunden Kenner der Geologie Sachsens werden sollte. 1876 avancierte er zum Ordinarius. 1888 verfasste er eine Allgemeine Geologie (Stuttgart 1888) und brachte nicht zuletzt das Mineralogische Museum auf seinen hohen Stand. Später wandte Fritsch sich der Geologie zu.
1877 nahm ihn die Leopoldina (Deutsche Akademie der Naturwissenschaftler) als Mitglied auf. Nach dem Tod von Hermann Knoblauch 1895, wurde Fritsch als dessen Nachfolger zum Präsidenten der Leopoldina gewählt. Fritsch hatte dieses Amt bis an sein Lebensende inne. Zu seinem Nachfolger wurde der Mathematiker Albert Wangerin bestimmt.
Im Alter von 68 Jahren starb Karl von Fritsch am 9. Januar 1906 in Goddula bei Merseburg. Seine Familie musste in der Weltwirtschaftskrise das Gut in Goddula aufgeben und nach Ballenstedt ziehen. Das Gut kam zunächst an die Siedlungsgesellschaft Sachsenland und später an bäuerliche Umsiedler aus dem nahen Schkopau, als dort das Buna-Werk gebaut wurde.
Ein wissenschaftlicher Nachlass von Fritschs mit Manuskripten, Arbeitsmaterialien (u. a.) befindet sich heute im Archiv für Geographie des Leibniz-Instituts für Länderkunde in Leipzig.

## Familie
Er heiratet 1867 in Zürich Elisabeth Kenngott (1848–1907), eine Tochter des Professors der Mineralogie in Zürich Gustav Adolf Kenngott (1818–1897) und der Klara Koch. Das Paar hatte drei Söhne und vier Töchter, darunter:
- Elisabeth ⚭ Adolf Cluß (1862–1930), Professor der Agrikulturchemie

## Schriften (Auswahl)
- Reisebilder von den Canarischen Inseln (= Petermann’s Geographische Mittheilungen. Ergänzungsheft. 22). Mit 3 in Kupfer gestochenen Karten von Hierro, Gomera und Gran Canaria. Perthes, Gotha 1867, (Digitalisat).
- mit Georg Hartung und Johann Wilhelm Reiss: Tenerife geologisch-topographisch dargestellt. Ein Beitrag zur Kenntniss vulkanischer Gebirge. Wurster, Winterthur 1867, (Digitalisat).
- mit Johann Wilhelm Reiss: Geologische Beschreibung der Insel Tenerife. Ein Beitrag zur Kenntniss vulkanischer Gebirge. Wurster, Winterthur 1868, (Digitalisat).
- (Goniatites Giebeli aus der Wellenkalkgruppe von Kölme). In: Zeitschrift für die gesammten Naturwissenschaften. Bd. 44 = NF Bd. 10 = Correspondenzblatt des Naturwissenschaftlichen Vereines für die Provinz Sachsen und Thüringen in Halle. 6, 1874, (S. 186–187).
- Das Gotthardgebiet. = Das St. Gotthardgebirge (= Beiträge zur geologischen Karte der Schweiz. 15). Geologische Commission der schweizerischen naturforschenden Gesellschaft, Bern 1873, (Digitalisat)
- Allgemeine Geologie. Engelhorn, Stuttgart 1888.
- Bericht. Excursion in die Umgegend von Halle. In: Zeitschrift der Deutschen geologischen Gesellschaft. Bd. 53, 1901,  Verhandlungen der Gesellschaft S. 66–86.
- Beitrag zur Kenntnis der Tierwelt der deutschen Trias. In: Abhandlungen der Naturforschenden Gesellschaft zu Halle. Bd. 24, 1906, ZDB-ID 504575-7, S. 219–285, Taf. 2–11.